# Conferencia de Chantilly
La conferencia de Chantilly fue una reunión oficial entre representantes de los Aliados cuya finalidad fue fijar un nuevo curso para las operaciones de la Primera Guerra Mundial. Los militares que asistieron en representación de sus respectivos Gobiernos intentaron planear operaciones militares coordinadas en todos los frentes, en el marco de una guerra de coalición contra los Imperios centrales, que gozaban de fácil comunicación entre ellos en el centro de Europa. Fue la primera gran conferencia interaliada, se celebró en la sede del Cuartel General en Chantilly, en el Oise, los días 6, 7 y 8 de diciembre de 1915 y a ella asistieron representantes de todos los países beligerantes del bando aliado.
Los Imperios Centrales habían obtenido grandes victorias en 1915, tanto en el frente oriental como en los Balcanes, por lo que los Aliados planearon ofensivas concertadas en el frente francés, en el ruso, en Italia y en los Balcanes para la primavera y el comienzo del verano del año siguiente, con el objetivo de quebrar las líneas enemigas, hasta entonces firmemente defendidas. Además, durante esta conferencia, los Aliados propusieron abordar la planificación económica del conflicto; esto plasmaba el convencimiento de que la guerra sería larga, necesitaría de coordinación entre las distintas naciones coligadas y de grandes medios para obtener la victoria.

## Situación
En el año 1915 estaba claro que el conflicto que había comenzado el verano del anterior no concluiría pronto. La duración de la contienda, mayor de lo esperado, obligaba a los dos bandos enfrentados a cambiar de estrategia para obtener la victoria. Para los Aliados, la ocasión de revisarla a fondo surgió a finales de 1915, en un momento de crecientes victorias del enemigo.

### La coalición aliada en diciembre de 1915

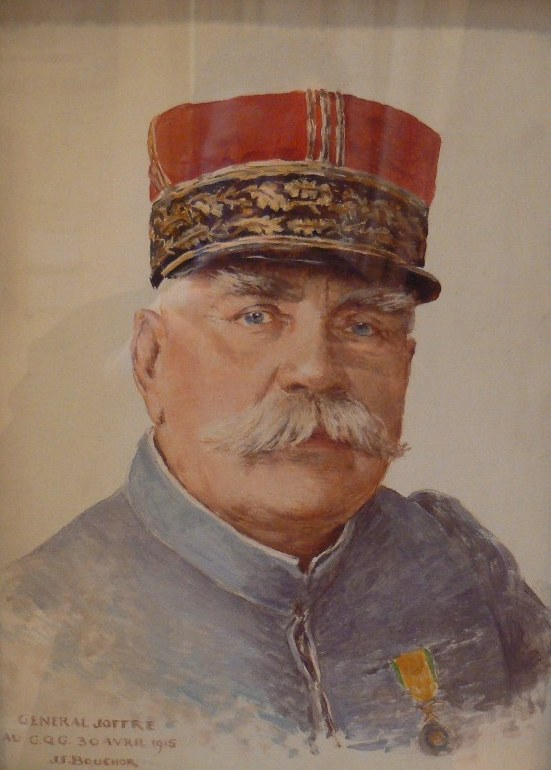
Joseph Joffre, entonces general en jefe de las tropas francesas, en 1915.

A fines de 1915, los aliados afrontaban una grave crisis militar: sus ofensivas habían fracasado y los Balcanes estaban casi completamente dominados por los Imperios Centrales.
La sombría situación militar hizo que se dieran cuenta gradualmente de la necesidad de establecer un servicio de espionaje que obtuviese información sobre la economía bélica del enemigo. Hubo varias campañas francesas y británicas de obtención de información a lo largo del año; los datos obtenidos fueron compartidos por la liga.
Además, a mediados de 1915, los franceses y británicos acordaron, fundamentalmente en la conferencia de Boulogne-sur-Mer del 22 de agosto, las medidas financieras necesarias para llevar a cabo una guerra total contra el Imperio alemán, que incluyeron la solicitud de préstamos a los banqueros estadounidenses, que eran por entonces los únicos capaces de financiar los gastos bélicos; así, después de meses de negociaciones con el Gobierno de Washington y los banqueros estadounidenses, Francia y el Reino Unido pidieron un préstamo conjunto a los Estados Unidos, todavía neutrales.
El 2 de diciembre se creó un mando único para los ejércitos franceses. El mando supremo se otorgó a Joseph Joffre, quien desde entonces tuvo a sus órdenes a todas las unidades francesas, independientemente del frente en el que se hallasen destinadas.

### Un año de conferencias aliadas
La conferencia de Chantilly fue la última de un año lleno de conferencias interaliadas, consecuencia de la clara prolongación de un conflicto que se preveía corto.
Loa Aliados implantaron a principios de 1915 medios para controlar la información obtenida mediante la vigilancia del correo entre los Aliados y los países neutrales; gracias a ello, los franceses obtuvieron un perfecto conocimiento de la economía bélica de los Imperios Centrales, así como de su capacidad financiera, desde el segundo año de la contienda.
Los principales responsables políticos y militares aliados expresaron su deseo de mejorar la coordinación interaliada en un año marcado por la entrada de Italia en la guerra. Como consecuencia, hubo una reunión en París el 10 de septiembre de los responsables del espionaje militar aliado que sirvió para compartir las informaciones obtenidas por cada una de las naciones y a la creación de la Cficina Central Interaliada, órgano creado precisamente para intercambiar la información relativa a la situación económica del enemigo obtenida por los distintos servicios de espionaje.

## Reunión

### Asistentes

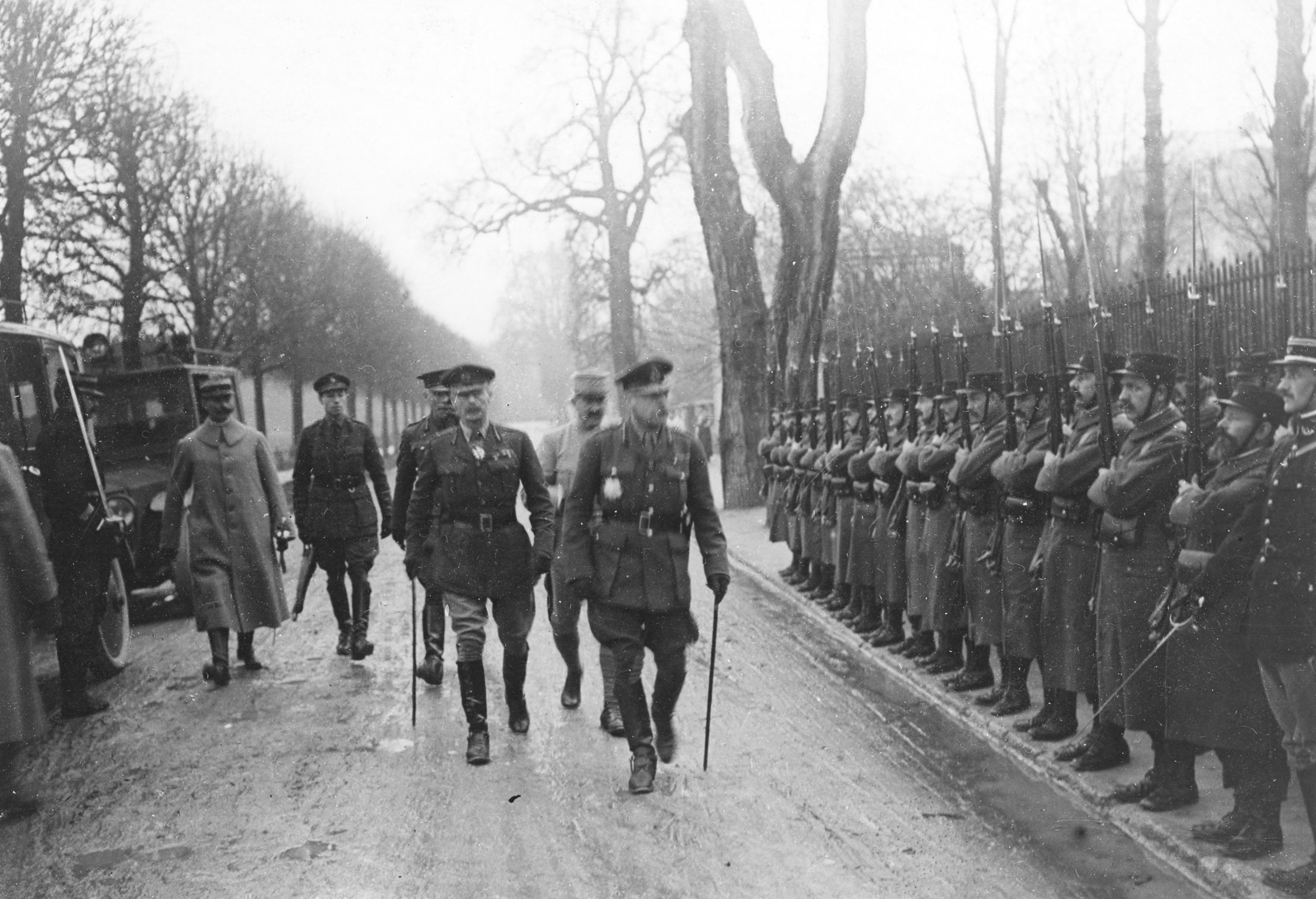
Llegada del general Haig a Chantilly en diciembre de 1915

La presidencia de la conferencia correspondió al general Joseph Joffre; la reunión supuso la cima de su carrera militar. A la reunión asistieron militares de los países aliados; las sesiones se celebraron en el Hôtel du Grand Condé de Chantilly —sede del Cuartel General del Ejército francés desde el 28 de noviembre de 1914— entre el 6 y el 8 de diciembre de 1915. También hubo reuniones en la villa Poiret, residencia del general en jefe francés, situada no lejos del Hôtel.
Cada país envió a la reunión importantes personalidades militares. Así, el Reino Unido despachó a su nuevo general en jefe, el general Douglas Haig, al que acompañó su jefe de Estado Mayor, el teniente general Archibald Murray, mientras que Serbia, recién derrotada en la ofensiva balcánica enemiga, estuvo representada por su agregado militar ante el mando francés, el coronel Stephanovic. También asistió el jefe de la misión militar rusa, el coronel Ignatieff, acompañado del jefe de la delegación militar rusa en el cuartel general francés, Yakov Zhilinsky. En la conferencia participó asimismo el subjefe del Estado Mayor italiano, Carlo Porro, acompañado del coronel Alberico Albricci. Por último, también estuvo presente el general Félix Wielemans, jefe del Estado Mayor del Ejército belga.
La reunión incluyó únicamente militares y se hizo sin la presencia de representantes gubernamentales, plasmación de la posición del general en jefe francés respecto al papel de los civiles en la gestión de la contienda.

### Preparación
Los principales miembros de la coalición aliada prepararon meticulosamente la conferencia. Franceses y rusos redactaron memorandos para respaldar sus propuestas ante el resto de participantes.
Los franceses y los rusos elaboraron una tabla de sus reservas en noviembre. Las opiniones plasmadas en estos dos informes eran a veces divergentes: los franceses consideraban las necesidades reales de los rusos mayores a las expresadas por el agregado militar ruso. Por añadidura, el servicio de Jean Tannery, encargado del espionaje económico francés, obtuvo a lo largo de 1915 información precisa de la capacidad económica y financiera enemiga.

### Decisiones
Los dirigentes militares y políticos acordaron emprender una serie de ofensivas simultáneas en los distintos frentes para desestabilizar al enemigo, siguiendo la propuesta de los planificadores militares franceses.
La conferencia tuvo por resultado la planificación estratégica de las ofensivas aliadas del verano siguiente. Esta se benefició de un acuerdo de principio entre los Aliados, si bien las operaciones no tenían fechas precisas en las que llevarse a cabo. El mando ruso propuso planes para enormes ofensivas de gran alcance: una a partir de Albania y los Balcanes, la otra a partir de Galicia. Sin embargo, se consideraron poco prácticas y fueron rechazadas por los italianos, franceses y británicos.

Se planeó la evacuación de las tropas serbias, que por entonces atravesaban Albania camino del Adriático, así como la instalación permanente de una cabeza de puente aliada en los Balcanes.

También se pusieron en marcha una serie de medidas inmediatas que influyeron en la gestión de los frentes, en particular de los considerados periféricos. Joffre tomó la decisión de evacuar por mar a las tropas serbias que por entonces se retiraban a través de Albania y Montenegro. La misión militar encargada de organizar la operación y de asegurar que Serbia no abandonase el conflicto se creó el 10 de diciembre.
Se estableció una verdadera cooperación militar en el frente occidental, lo que no impidió que persistiesen las diferencias entre franceses y británicos, principalmente sobre las prioridades estratégicas: los segundos deseaban reforzar los frentes periféricos, tanto en Salónica como en Mesopotamia, a lo que se oponían los primeros.

## Un cambio de paradigma
El final de 1915 marcó, para los Aliados, el fin de la ilusión de que la guerra se podía ganar con los medios empleados en 1914 y el principio de una mayor coordinación interaliada. Los militares que participaron en la conferencia empezaron a entender la contienda como una gran guerra de desgaste y tomaron conciencia de las medidas necesarias en todos los aspectos para obtener la victoria en este tipo de conflicto.

### Punto de inflexión en la dirección bélica
La conferencia de Chantilly dio como resultado una nueva dirección para las futuras operaciones militares. En las sesiones, los Aliados mostraron su deseo de librar una guerra común y no una serie de contiendas paralelas. Sin embargo, la correspondiente coordinación bélica se vio estorbada por las situaciones internas de cada país, especialmente influyentes en los casos ruso y británico.
La conferencia dio prioridad a las operaciones europeas en detrimento de las que se llevaban a cabo en otros continentes. Por ejemplo, Joffre vetó la propuesta británica de desembarcar en el golfo de Alejandreta, que tenía por objetivo entorpecer las operaciones otomanas contra el canal de Suez y favorecer el establecimiento de un vínculo directo con Rusia en la región.
Los Aliados optaron por aumentar considerablemente las dotaciones de sus ejércitos y el tamaño de estos. Las siguientes ofensivas aliadas se llevaron a cabo con ejércitos gigantescos, equipados con abundante artillería y debidamente provistos de armas y municiones de todos los calibres.

### Guerra económica
El convencimiento de que la guerra se prolongaría hizo que los Aliados decidiesen emplear de manera más sistemática el acoso económico para vencer a los Imperios Centrales. Estos pasaron a considerarse una «ciudadela sitiada», a la que había que someter a un aislamiento estricto, sin dejar por ello de respetar el derecho de los países neutrales a comerciar entre sí y con los países; para estos últimos intercambios se fijó una cuota comercial.
Se crearon además organismos para evaluar mejor la situación económica del enemigo, aislado cada vez más del resto del mundo por el efectivo bloqueo aliado. En Francia, por ejemplo, se crearon departamentos especializados, si bien aún oficiosos, destinados tanto a coordinar los esfuerzos de aplicación del bloqueo a los Imperios Centrales como a proporcionar información a los principales ministros de los sucesivos gobiernos.

### Planificación militar
El deseo de acometer al enemigo en todos los frentes hubo de templarse por la falta de capacidad para llevarlo a cabo, especialmente de rusos e italianos, que solamente podían abordar grandes operaciones a partir de junio de 1916.
Los ataques de los Imperios Centrales de la primera mitad de 1916 no impidieron la preparación de las ofensivas previstas en Chantilly. El mando ruso empezó a preparar la ofensiva estival el 20 de abril. Esta principió el 4 de junio y causó una grave ruptura de las líneas enemigas durante los primeros momentos. Paralelamente a esta ofensiva en el frente oriental, las tropas franco-británicas asaltaron las posiciones alemanas en el Somme a partir del 1 de julio, obligando al Ejército Imperial Alemán a librar una gigantesca batalla con enormes medios. Los italianos, por su parte, emprendieron una ofensiva contra el frente austrohúngaro el 6 de agosto, cuyos resultados fueron menores de lo esperado al no haberse perseguido a las unidades enemigas en retirada tras la apertura de las primeras brechas en las líneas austrohúngaras.